# Dieffenbachia costata
Dieffenbachia costata là một loài thực vật có hoa trong họ Ráy (Araceae). Loài này được Klotzsch ex Schott mô tả khoa học đầu tiên năm 1856.